# مجال مغناطيسي نجمي

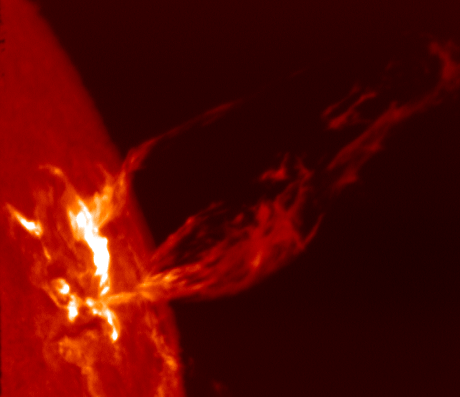
الحقل المغناطيسي الشمسي يقود هذا الانقذاف الهائل من البلازما. صورة من NOAA.

المجال المغناطيسي النجمي هو مجال مغناطيسي ولّدته حركة البلازما الموصِّلة داخل النجم. هذه الحركة تتولد من خلال الحمل ، وهو شكل من أشكال نقل الطاقة الذي يشمل الحركة الفيزيائية للمواد. الحقل المغناطيسي المحلي يمارس قوة على البلازما، ويزيد الضغط بفاعلية دون اكتساب كثافة مماثلة. ونتيجة لذلك، ترتفع المنطقة الممغنطة مقارنة بما تبقى من البلازما، حتى تصل إلى الغلاف الضوئي للنجم. هذا يخلق كلف نجمي على السطح، وظاهرة حلقات الهالة ذات الصلة.

## القياس

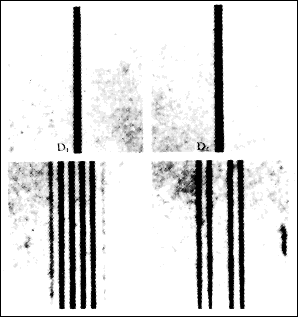
يوضح الطيف السفلي تأثير زيمان بعد تطبيق حقل مغناطيسي على المصدر في الأعلى.

المجال المغناطيسي للنجم يمكن قياسها عن طريق تأثير زيمان. وعادة ما تمتص الذرات في الغلاف الجوي للنجوم ترددات معينة من الطاقة في الطيف الكهرومغناطيسي، منتجة خطوط امتصاص داكنة مميزة في الطيف. عندما تكون الذرات داخل حقل مغناطيسي، ومع ذلك، فإن هذه الخطوط تنقسم إلى عدة خطوط متباعدة متراصة. كما تصبح الطاقة مستقطبة مع اتجاه يعتمد على اتجاه المجال المغناطيسي. وبالتالي يمكن تحديد قوة واتجاه المجال المغناطيسي للنجم من خلال فحص خطوط تأثير زيمان
ويستخدم مقياس الاستقطاب الطيفي النجمي لقياس المجال المغناطيسي للنجم.يتكون هذا الجهاز من جهاز تحليل للطيف إلى جانب مع مفطاب . أداة نارفال كانت أول أداة مكرسة لدراسة المجالات المغناطيسية النجمية، التي ركبت على تلسكوب برنارد ليوت في بيك دو ميدي دي بيغور في جبال البرانس الفرنسية.
واجريت قياسات مختلفة - بما في ذلك قياسات مغنطيسية على مدى السنوات ال 150 الماضية؛ 14C في حلقات جذوع الأشجار ; و10Be في لباب الجليد قد برهنت على التقلب المغنطيسي الكبير للشمس على مدى عقود ومئات السنين وعلى المقياس الزمنية الألفية.

## توليد المجال المغناطيسي
المجالات المغناطيسية النجمية، وفقا لنظرية الدينامو الشمسي، تحدث داخل منطقة الحمل الحراري للنجم- الدورة الحملية التي تقود البلازما مثل الدينامو. هذا النشاط يدمر المجال المغناطيسي الابتدائي للنجم، ثم يتولد حقل مغناطيسي ثنائي القطب. وبما أن النجم يخضع لدوران تفاضلي فأن الدوران يتغير بمعدلات مختلفة في خطوط العرض المختلفة، وعندها المغنطيسية تندرج في مجال حلقي على شكل «حبال تدفق» وتصبح ملفوفة حول النجم. ويمكن أن تصبح الحقول مركزة للغاية، بحيث تظهر تاأثيرها عندما تبرز على السطح.

## الغلاف المغناطيسي
سيولد النجم ذو المجال المغناطيسي غلافًا مغناطيسيًا يمتد إلى الخارج في الفضاء المحيط. تنشأ خطوط المجال من هذا المجال عند أحد الأقطاب المغناطيسية على النجم ثم تنتهي عند القطب الآخر، وتشكل حلقة مغلقة. يحتوي الغلاف المغناطيسي على جسيمات مشحونة محاصرة من الرياح النجمية، والتي تتحرك بعد ذلك على طول خطوط المجال هذه. أثناء دوران النجم، يدور الغلاف المغناطيسي معه، ويسحب على طول الجسيمات المشحونة.
عندما تنبعث النجوم من مادة مع رياح نجمية من الغلاف الضوئي، فإن الغلاف المغناطيسي يخلق عزم دوران على المادة المقذوفة. ينتج عن هذا انتقال الزخم الزاوي من النجم إلى الفضاء المحيط ، مما يتسبب في تباطؤ معدل دوران النجوم. النجوم التي تدور بسرعة لديها معدل فقدان كتلة أعلى ، مما يؤدي إلى فقدان أسرع للزخم. مع تباطؤ معدل الدوران ، يتباطأ التباطؤ الزاوي أيضًا. وبهذه الطريقة، سيقترب النجم تدريجيًا، ولكنه لن يصل أبدًا إلى حالة الدوران الصفري.